# 帕纳拉
帕纳拉（Panara），是印度中央邦Chhindwara县的一个城镇。总人口4144（2001年）。

## 人口
该地2001年总人口4144人，其中男性2078人，女性2066人；0—6岁人口464人，其中男229人，女235人；识字率69.14%，其中男性为75.94%，女性为62.29%。